# Królestwo Jemenu
Królestwo Jemenu – niepodległe państwo jemeńskie, istniejące w latach 1918-1962.
Od IX wieku Jemen Północny znajdował się pod władzą imamów zajdyckich. Od XVI wieku byli oni formalnie wasalami imperium osmańskiego.
W drugiej połowie XIX wieku Turcy zwiększyli swoją aktywność na obszarze Jemenu. W 1872 Jemen został formalnie przekształcony w wilajet turecki, zaś imamowie zostali podporządkowani urzędnikowi osmańskiemu. Spowodowało to opór ze strony Jemeńczyków i wybuchające nieustannie antytureckie powstania.
W czasie I wojny światowej imam Jemenu podjął współpracę z Brytyjczykami, co po upadku imperium osmańskiego doprowadziło do uznania przez mocarstwa sprzymierzone niepodległości Jemenu 1 listopada 1918.
W 1926 Jemen został ogłoszony królestwem. Jednocześnie rozpoczęto trwające kilkanaście lat zatargi terytorialne z Arabią Saudyjską i Brytyjczykami kontrolującymi Jemen Południowy.
W 1934 Królestwo Jemenu toczyło wojnę z Arabią Saudyjską, którą przegrało. 
W 1945 Królestwo Jemenu współtworzyło Ligę Państw Arabskich, zaś w 1947 zostało członkiem ONZ.
W latach 50. w Jemenie wzrosły nastroje panarabskie, które doprowadziły w 1958 do utworzenia przez Królestwo Jemenu konfederacji ze Zjednoczoną Republiką Arabską (Zjednoczone Państwa Arabskie). Jemen opuścił ją jednak w 1961, nie zgadzając się na reformatorskie plany Egiptu.
W nocy z 26 na 27 września 1962 z inspiracji Egiptu doszło do zamachu stanu i proklamowania Jemeńskiej Republiki Arabskiej.